# Volkan Demirel
Volkan Demirel (Istambul, 27 de outubro de 1981) é um ex–futebolista turco que atuava como goleiro até se aposentar dos gramados em 2019. Recentemente iniciou sua carreira como treinador e atualmente está no comando do Hatayspor, clube que disputa a Süper Lig.

## Carreira como jogador
Volkan começou a carreira no Kartalspor, em 2002. Jogando lá, realizou 51 partidas e no mesmo ano se transferiu para o Fenerbahçe, uma das maiores equipes da Turquia. Foi reserva do ídolo da torcida turca Rüştü Reçber. Volkan teve algumas titularidades, mostrando seu talento, recebendo sua primeira convocação para a Seleção Turca naquele ano.  
Na temporada 2007–2008, o Fenerbahçe tinha dois grandes goleiros, Volkan e Rüştü, e o técnico na época, Zico, resolveu dar a chance a Volkan, o que fez com que Rüştü deixasse o clube para ir ao Besiktas. Muitos torcedores criticaram a venda de Rustu para Volkan ser titular, mas Volkan iria mostrar que tinha um enorme potencial. Volkan fez ótimas partidas no Campeonato Turco e assumiu a meta da Seleção Turca. Na disputa da Liga dos Campeões, Volkan fez ótimas atuações e grandes defesas. Volkan ajudou o time a chegar as quartas-de-final, onde enfrentou o todo poderoso Chelsea, vencendo a primeira partida por 2–1, mas sendo derrotados no segundo jogo por 2–0 e eliminados. 
Pela Seleção Turca disputou a Eurocopa 2008, foi o titular na primeira fase e fez grandes atuações, como na Liga dos Campeões. Na segunda fase, nas partidas contra a Croácia e a Alemanha, Volkan não participou por ter sido expulso no último jogo da primeira fase, contra a República Tcheca e ter pego dois jogos de suspensão. Rüştü o substituiu nos dois últimos jogos, mas nas semi-finais a Turquia foi eliminada pela Alemanha.

## Títulos como jogador

### Fenerbahçe
- Campeonato Turco (5): 2003–04, 2004–05, 2006–07, 2010–11 e 2013–14
- Copa da Turquia (2): 2011–12 e 2012–13
- Supercopa da Turquia (3): 2007, 2009 e 2014

## Carreira como treinador
| Clube            | Jogos | V  | E | D | %      |
| ---------------- | ----- | -- | - | - | ------ |
| Fatih Karagümrük | 24    | 12 | 5 | 7 | 51,39% |
| Hatayspor        | 4     | 3  | 0 | 1 | 75%    |
| Total            | 28    | 15 | 5 | 8 | 59,52% |